# تکنیکا
تکنیکا (انگلیسی: Tehnika) شرکت ساخت‌وساز کروات است، که در سال ۱۹۴۷ تأسیس شد.